# 工人新村南村街道
南村街道或称工人新村南村街道，是中华人民共和国山東省济南市天桥区下辖的一个乡镇级行政单位。

## 行政区划
南村街道下辖以下地区：
东区社区、西区社区、南区社区、北区社区和泉星小区社区。

## 人口
2010年中国第六次人口普查时，工人新村南村街道共有人口33290人。共有家庭13107户，平均每户2.47人。14岁以下的少年儿童共3754人，占总人口11.27%；15-64岁人口共26359人，占总人口79.17%；65岁及以上的老年人共3177人，占总人口的9.543%。男性共计16620人，占总人口49.92%；女性共计16670，占总人口50.07%。本地居住的人口中，拥有本地户籍的人口为20264人，占60.87%。